# Tokyo V-stock
Tokyo V-stock（トウキョウブイストック）はTOKYO FMでかつて放送されていたビジュアル系音楽番組。2007年10月から2008年3月まで深夜帯で放送された。

## 概要
2006年以降海外から逆輸入という形で盛り上がりをみせ、再評価の高まってきたビジュアル系を取り上げ、
東京単波ながら、Web TV TFM+との連動により、「全世界にビジュアル系を発信する番組」として、世界で盛り上がりを見せる日本文化「COOL JAPAN」とともに紹介したラジオ番組。
TOKYO FM 初のビジュアル系をフィーチャーしたラジオ番組で、ネオビジュアル系と呼ばれる、新世代のビジュアル系バンドを広く取り上げた。
TOKYO FM渋谷スペイン坂スタジオで公開収録を行い観覧希望者が殺到し、ファンの長蛇の列が、毎回殺到する、人気の公開収録番組であった。

## 出演者
- 森雅紀-彩冷えるのドラマー、ケンゾの従兄弟であることを番組内で明かした。
- 山本昇 - ビジュアル系ニュースコーナー「ビジュレポ」でレポーター担当。
- 星子誠一-第一回のゲストとして登場

## 出演バンド
- GUYS FAMILY
- 少女-ロリヰタ-23区
- メガマソ
- Kra
- ν
- メトロノーム (バンド)
- 人格ラヂオ
- アリス九號.
- heidi.
- SuG
- lynch.
- DuelJewel
- 新興宗教楽団 No GoD
- machine
- シリアル⇔NUMBER
- 雅-miyavi-